# Hotel Nacional de Cuba

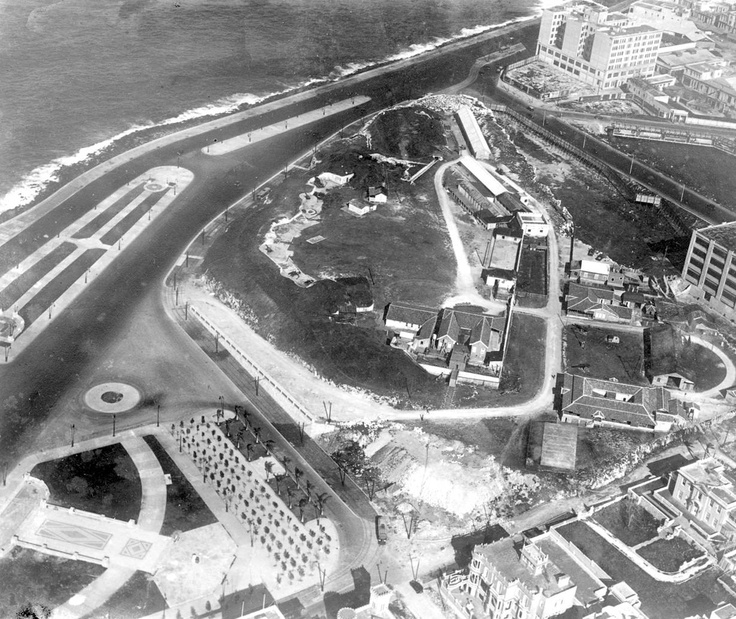
De batterij voor de bouw van het hotel (ca. 1920)

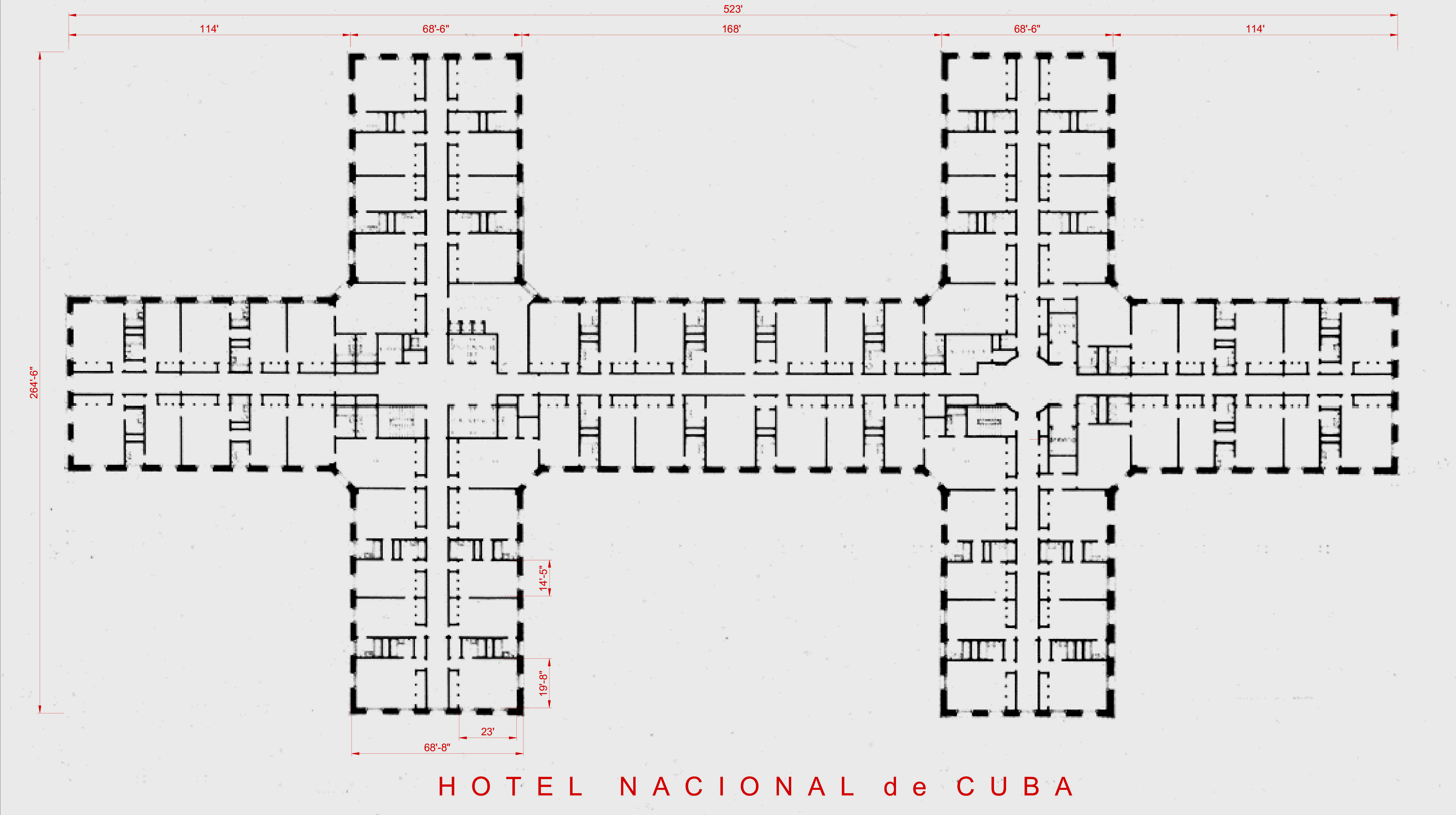
Typisch grondplan

Hotel Nacional de Cuba is een historisch en emblematisch hotel op de Tanganaheuvel te Havana (Cuba), dat uittorent boven de Malecón. Het opende haar deuren op 30 december 1930 en is sinds 1994 onderdeel van de hotelketen Gran Caribe S.A. 
Sinds 1799 stond op deze plaats de batterij van Santa Clara. Vandaag resten daarvan twee kanonnen in de tuinen van het hotel waarvan het Ordoňezkanon het grootste is. Het hotel werd gebouwd door de Amerikaanse aannemer Purdy Henderson Co, naar een ontwerp van van architectenbureau McKim, Mead & White.  
Het hotel heeft Spaanse en Moorse elementen vermengd met art-deco-kenmerken. Het hotel werd op 30 december 1930 geopend als The National Hotel of Cuba. Het werd uitgebaat door een Amerikaanse onderneming die ook het Plaza Hotel en Savoy-Plaza Hotel in New York beheerde en het Copley Plaza Hotel in Boston. Cuba was in die tijd een populaire bestemming voor Amerikaanse toeristen.
Bekende gasten waren Johnny Weissmuller, Buster Keaton, Tyrone Power, Errol Flynn, Marlon Brando en Ernest Hemingway, die in Havana woonde en een door hemzelf gevangen vis aan de Sirena-bar van het hotel schonk. De gastenlijst omvat ook de gangsters Santo Trafficante Jr., Meyer Lansky, Lucky Luciano en Frank Costello. De reputatie van het hotel werd wellicht beter gediend door gasten als Winston Churchill en Alexander Fleming.

## Slag van 1933
In september 1933 kwam een groep lagere officieren onder leiding van Fulgencio Batista in opstand. Na de afzetting van de Cubaanse president Carlos Manuel de Céspedes y Quesada namen de ongeregeldheden in Havana toe. Vijf dagen na de coup van Batista trokken zo’n 500 trouwe officieren naar het hotel waar hun zieke stafchef verbleef. Ook de
Amerikaanse ambassadeur verbleef in het hotel. Hij rapporteerde:

Het hotel, waar veel Amerikaanse expats op dit moment vertoeven, en waarnaar ikzelf ben uitgeweken nadat de huur van mijn ambtswoning werd beëindigd, werd vandaag door de Cubaanse officieren van het leger als hoofdkwartier aangewezen. Ongeveer 500  volledig bewapende officieren zijn in het hotel. Sommigen van hen hoorden dat hun huizen deze morgen werden geplunderd. En velen vrezen voor hun leven. Ze weigeren het hotel te verlaten omdat dit voor hen de enige plaats lijkt die redelijk te verdedigen valt.
In de vroege ochtend van 2 oktober vielen de rebellerende officieren het hotel aan. De eerste aanval werd afgeslagen. De aanvallers lieten de volgende dag het hotel met granaten bestoken vanaf oorlogsschepen die voor het hotel in zee lagen. In de namiddag gaven de officieren zich over. Aanvankelijk waren er twee doden aan hun zijde. De wraakzuchtige rebellen vermoordden na de overgave nog een dozijn officieren.  
Het gebouw raakte zwaar beschadigd, maar kon snel worden hersteld.

## Conferentie van Havana

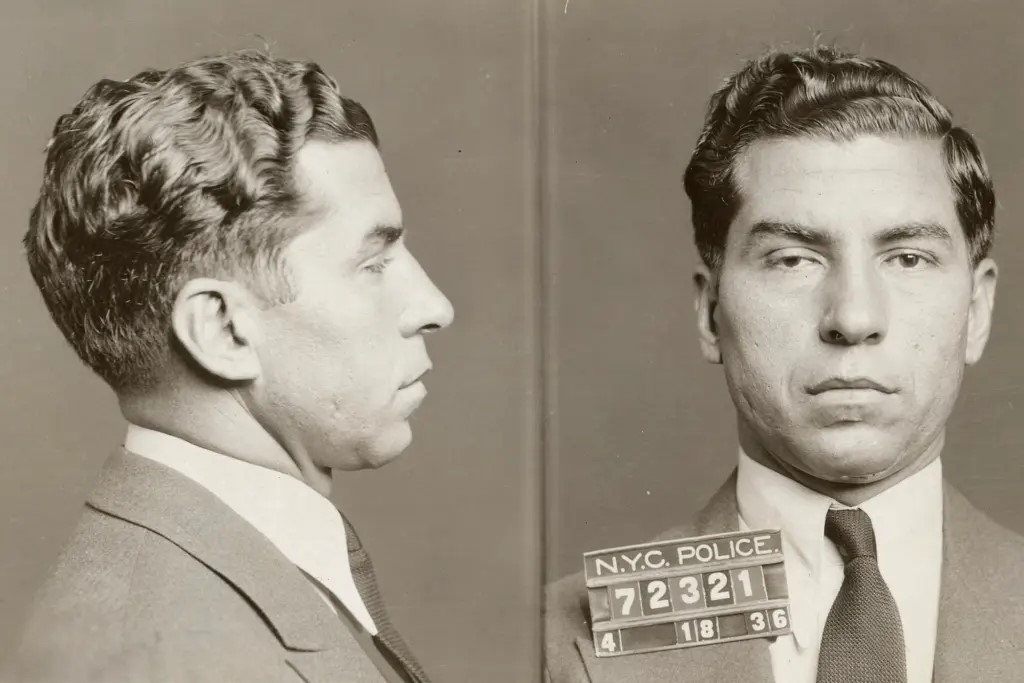
Politiefoto van Lucky Luciano (1936)

In december 1946 vond hier de Havanaconferentie plaats, dit was een ontmoeting van kopstukken van de Amerikaanse maffia om de hierarchie vast te leggen en te vermijden dat er op twee fronten moest worden gestreden: tegen de politie en tegen elkaar. Salvatore Lucania, ook Lucky Luciano genoemd, zag zijn positie als 'hoofdbaas' bevestigd en een herhaling van de Castellammarijnse oorlog kon worden vermeden.
De ontmoeting vond op Cuba plaats omdat Lucky Luciano begin 1946 vanuit de VS naar Italië was gedeporteerd. Aanvankelijk bestierde hij de drugshandel vanuit Italië, maar korte tijd later vestigde hij zich op Cuba vanwaaruit hij ongestraft zijn gang kon gaan.  

## Na de Revolutie van 1959

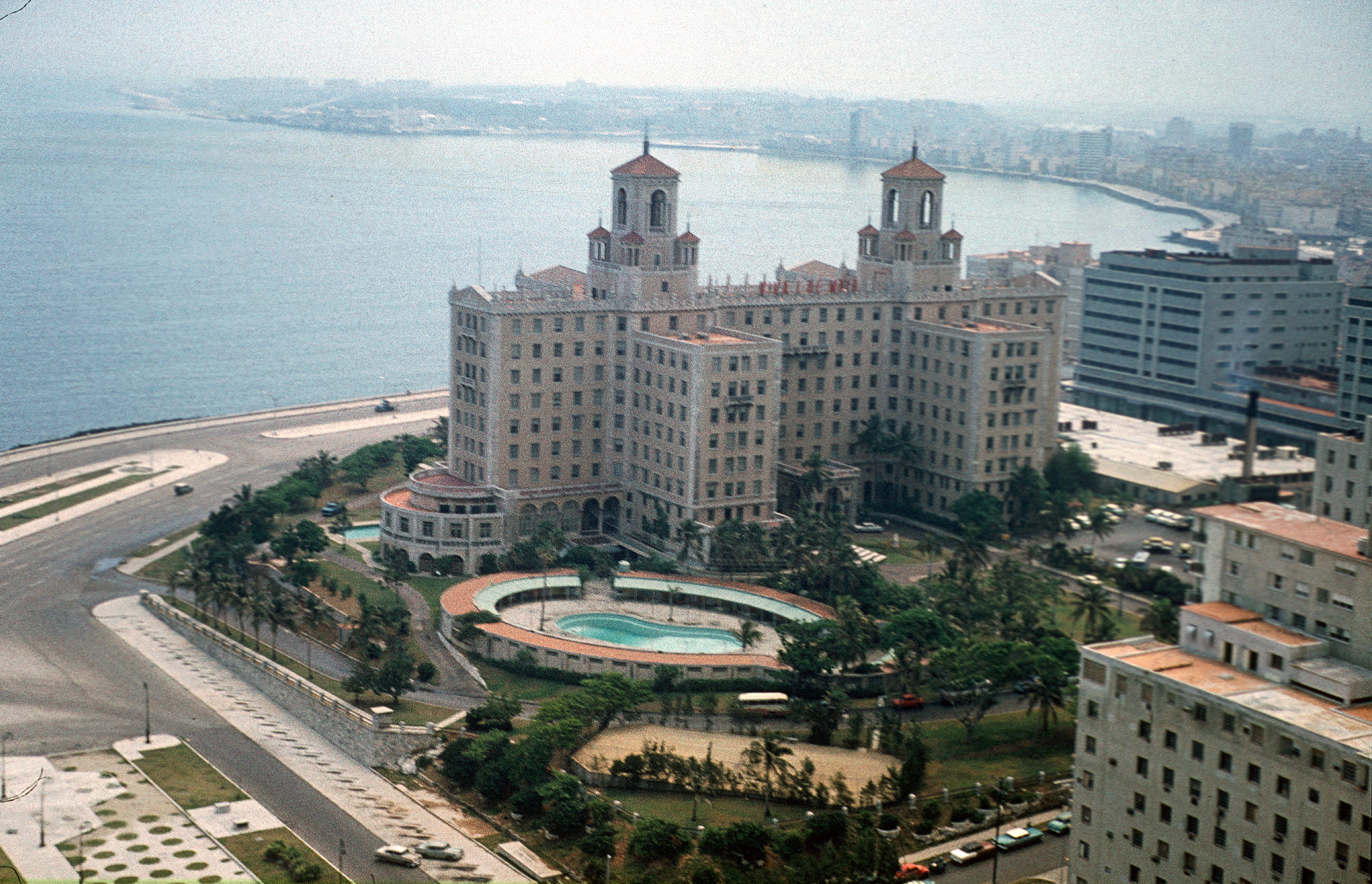
het Hotel in 1973 vanuit het Focsa-gebouw

Direct na de Cubaanse Revolutie in januari 1959 werden alle casino’s gesloten. Na protesten van werknemers die hun baan verloren door deze maatregel werden ze weer heropend. Dit was van korte duur, in maart 1960 werd het hotel genationaliseerd en in oktober 1960 sloot het casino definitief de deuren.
Amerikaanse toeristen bleven weg en het hotel ging achteruit door een gebrek aan inkomsten en onderhoud. Het werd nog wel gebruikt door buitenlandse diplomaten en andere regeringsvertegenwoordigers. Na het uiteenvallen van de Sovjet-Unie in 1991 verloor Cuba een belangrijke handelspartner en kreeg de toeristensector prioriteit als een nieuwe bron van inkomsten.